# Vrhovni zapovjednik
Vrhovni zapovjednik je najviše i središnje tijelo zapovijedanja i rukovođenja u oružanim snagama ili u združenim vojnim snagama vojnih saveza. Može biti jedna osoba ili kolektivno tijelo. U većini država, vrhovni zapovjednik oružanih snaga je državni poglavar. Vrhovni zapovjednik zapovjedanje i rukovođenje ostvaruje nominalno (titularno) ili stvarno (de facto) preko vlade, odnosno ministra obrane, glavnog stožera ili nekog drugo združenog tijela, a njegove zapovjedi provode časnici i dočasnici imenovani i raspoređeni na zapovjedne dužnosti u oružanim snagama.
Vrhovni zapovjednik Oružanih snaga Republike Hrvatske je predsjednik Republike Hrvatske.

## Poveznice
- Vrhovni zapovjednik Oružanih snaga Republike Hrvatske